# 南坪镇 (九寨沟县)
南坪镇，是中华人民共和国四川省阿坝藏族羌族自治州九寨沟县下辖的一个乡镇级行政单位。 南坪镇是前永乐镇、永丰乡和安乐乡合并后建立的新区划。

## 行政区划
南坪镇下辖以下地区：
和平社区、梨花社区、南坪社区、清平一村、清平二村、清平三村、拔拉沟村、和平一村、和平二村、梨花村社村和大岭村。